# 디야르바키르주

디야르바키르주의 위치

디야르바키르주(튀르키예어: Diyarbakır ili)는 튀르키예 동부에 위치한 주로, 동남아나톨리아 지역에 속한다. 주도는 디야르바키르이며 면적은 15,355km2, 인구는 1,623,511명(2014년 기준), 자동차 번호는 21번, 시외전화 지역번호는 0412번이다. 쿠르드족이 다수를 차지하며 14개 군을 관할한다.